# Иваново (Ивановска област)
Иваново (рус. Ива́ново) град је у Русији и административни центар Ивановске области. Налази се 250 километара североисточне од Москве, и спада у групу градова Златног круга. Према попису становништва из 2010. у граду је живело 409.277 становника.

## Историја
Иваново се први пут помиње 1561. године, а у 17. веку постао је значајни трговачки центар. Године 1710. цар Петар Велики је наредио увођење текстилне индустрије. Тако је 19. веку због развијене текстилне производње Иваново било познато као руски Манчестер.

## Становништво
Према прелиминарним подацима са пописа, у граду је 2010. живело 409.277 становника, 22.444 (5,20%) мање него 2002.
| 1939.   | 1959.   | 1970.   | 1979.   | 1989.   | 2002.   | 2010.   |
| ------- | ------- | ------- | ------- | ------- | ------- | ------- |
| 285.182 | 335.161 | 419.639 | 464.526 | 481.042 | 431.721 | 409.277 |

## Партнерски градови
- Лођ
- Краљево